# Mqabba FC
Mqabba F.C. – maltański klub piłkarski z siedzibą w małej miejscowości Mqabba w południowo-zachodniej Malcie.

## Historia
Chronologia nazw:
- 1957—12.02.1961: Mqabba Hajduks
- 12.02.1961—2003: Mqabba Hajduks F.C.
- od 2003: Mqabba F.C.

Klub został założony w 1957 roku jako Mqabba Hajduks. 12 lutego 1961 połączył się z innym miejscowym klubem Mqabba Ramblers i otrzymał nazwę Mqabba Hajduks F.C.. Zespół występował przeważnie w drugiej lidze maltańskiej. W 1985 roku debiutował w najwyższej klasie, ale nie utrzymał się w niej i spadł z powrotem do drugiej ligi. Również kolejne awansy do ekstraligi w latach 1990, 1992 i 2007 zakończyły się powrotem do drugiej ligi. Dopiero w 2003 klub przyjął obecną nazwę Mqabba F.C.. Po sezonie 2010/11 zajął 2. miejsce w First Division i zdobył awans do Premier League.

## Sukcesy
- Mistrzostwo Malty:
  - 8.miejsce (1): 1986
- Puchar Malty:
  - ćwierćfinalista (1): 2005

## Stadion
Ta’ Qali Stadium może pomieścić 17,000 widzów.